# Saint-Jean-de-Nay
Saint-Jean-de-Nay is een gemeente in het Franse departement Haute-Loire (regio Auvergne-Rhône-Alpes) en telt 430 inwoners (1999). De plaats maakt deel uit van het arrondissement Le Puy-en-Velay.

## Geografie
De oppervlakte van Saint-Jean-de-Nay bedraagt 27,6 km², de bevolkingsdichtheid is 15,6 inwoners per km².
De onderstaande kaart toont de ligging van Saint-Jean-de-Nay met de belangrijkste infrastructuur en aangrenzende gemeenten.

## Demografie
Onderstaande figuur toont het verloop van het inwonertal (bron: INSEE-tellingen).